# デュマ法
分析化学におけるデュマ法は、1826年にジャン＝バティスト・デュマにより最初に記述された方法に基づいて化学物質中の窒素を定量する方法である。
デュマ法は自動化され機器化されているため、食品試料の粗タンパク質濃度を迅速に測定することができる。この自動デュマ法は、食品のタンパク質含有量を栄養表示するための標準的な分析方法としてケルダール法に代わるものである（脂肪の含有量が多い食品は火災のリスクがあるため現在でもケルダール法が好まれる）。

## 方法
質量が分かっている試料を酸素の存在下で800 - 900℃の高温チャンバ内で燃焼させる。これにより二酸化炭素、水、窒素が放出される。次に気体は二酸化炭素と水を吸収する特殊なカラム（水酸化カリウム水溶液など）を通過する。最後に熱伝導率検出器を含むカラムを使用して、窒素を残留した二酸化炭素と水から分離し残った窒素の量を測定する。機器は最初に、純粋で既知の窒素濃度を持つ材料を分析することにより較正する必要がある。次に未知の試料から熱伝導率検出器により得られた測定信号を窒素量に変換できる。ケルダール法と同様に、試料中の窒素濃度の粗タンパク質量への変換は、測定されたタンパク質の特定のアミノ酸配列に依存する換算係数を使用して行われる。

## 利点と限界
使用しやすく完全に自動化できるという利点がある。ケルダール法よりもずっと高速な方法に開発されており、ケルダール法で1時間以上かかるものを数分で行うことができる。また、有毒な化学物質や触媒を使用しない。主な欠点の1つは初期費用が高いことであるが、新しい技術の開発によりこの欠点は軽減している。また、ケルダール法と同様に非タンパク態窒素を記録するため、真のタンパク質の測定値は得られない。また、タンパク質によりアミノ酸配列が異なるため、タンパク質ごとに異なる補正計数が必要である。